# هيرو أمانو
هيرو أمانو (باليابانية: 天野博江؛ بالكانا: あまの ひろえ) هي لاعبة كرة الريشة يابانية، ولدت في 1 نوفمبر 1943.